# Gilles Rousset
Gilles Rousset (født 22. august 1963 i Hyères, Frankrig) er en fransk tidligere fodboldspiller, der spillede som målmand. Han var på klubplan tilknyttet blandt andet Sochaux, Lyon, Marseille og Rennes i hjemlandet, samt skotske Hearts. Med Hearts var han med til at vinde den skotske FA Cup.
Rousset blev desuden noteret for to kampe for Frankrigs landshold. Han deltog ved EM i 1992 i Sverige, men var dog i hele turneringen reserve for førstevalget Bruno Martini.

## Titler
Skotsk FA Cup
- 1998 med Hearts